# Telespazio

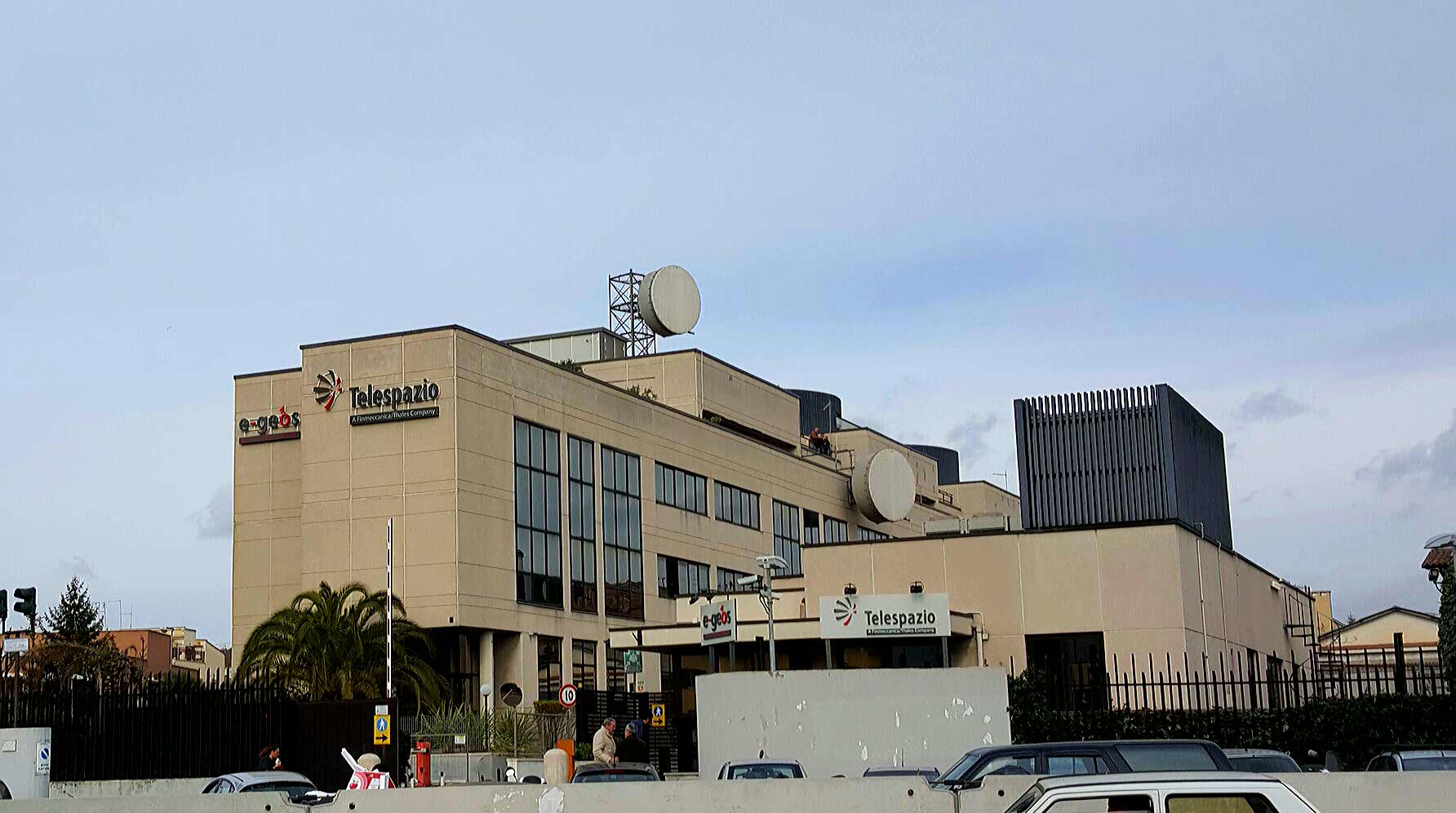
Sede da empresa

Telespazio S.p.A. é uma empresa multinacional de serviços espaciais com sede em Roma, Itália e uma joint venture entre a Leonardo (67%) e Thales Group (33%).
Ela opera nos Estados Unidos através da Telespazio North America.

## História
A Telespazio foi fundada em 1961 a empresa tornou-se uma joint venture franco-italiana em 1 de julho de 2005, através de uma fusão entre a Telespazio e a divisão de serviços espaciais da Alcatel. A criação da joint venture foi concomitante com a criação da Alcatel Alenia Space (agora Thales Alenia Space), formada pela fusão de duas outras empresas Alcatel Space e Leonardo (Alcatel Space e Alenia Spazio, respectivamente)
Em 5 de abril de 2006, a Alcatel concordou em vender a sua quota da Telespazio (e sua participação de 67% da Alcatel Alenia Space) para Thales Group.
Em janeiro de 2011, a Telespazio adquiriu as atividades espaciais de duas subsidiárias da Leonardo (antiga Finmeccanica), a Elsag Datamat Space baseado na Itália e da VEGA do Reino Unido, por um preço não revelado. A VEGA foi posteriormente renomeado para Telespazio VEGA.
Em 20 de setembro de 2011, uma greve na empresa levou a um atraso no lançamento do Ariane 5.
Em 2021, a Agência Espacial Europeia, anunciou a escolha de um consórcio de empresas do setor de satélites, entre elas a Telespazio para estudar a criação de uma infraestrutura espacial para serviços de comunicação e navegação ao redor da Lua.